# Kasseler Sezession
Die Kasseler Sezession, auch Kasseler Secession, war eine expressionistische, avantgardistische, progressive Künstlergruppe in Kassel.

## Geschichte
Die Kasseler Sezession ging aus der 1923 gegründeten Kasseler Malergruppe 1923 und der Kasseler Künstlergruppe Die fünf hervor. Gegründet wurde die Kasseler Sezession 1927 von 16 überwiegend aus Kassel stammenden Künstlern. Einige Mitglieder kamen aus München und Berlin. Sie protestierte 1927 gegen die Nichtberücksichtigung zur 150-Jahr-Feier Ausstellung der Kasseler Kunstakademie in der Orangerie mit einer Gegenausstellung im Kasseler Kunstverein. Die Jubiläumsausstellung zeigte Werke vom Rokoko bis zum Surrealismus, Kasseler Kunst und deutsche Kunst bis zur Gegenwart, jedoch keine avantgardistische Kunst aus Kassel. Zum Kreis der protestierenden Kasseler Sezession gehörten u. a. August Anhalt, Christian Beyer, Arnold Bode, Heinrich Dersch, Otto Julius Fleck, Max Kneisel, Karl Leyhausen, Johannes Reinhold, Hugo Rohleder, Fritz Schneider, Hilde Schröder, Lola Schwarzenberg, Wolfgang Schwarzkopf und Fritz H. Wachsmuth. 1929 wurde Arnold Bode für die Große Kunstausstellung berufen. 1930 löste sich die Kasseler Sezession auf.
Nach dem Zweiten Weltkrieg erfolgte 1946 die Neugründung der Gruppe als Hessische Sezession um Arnold Bode, Bernhard Delsing, Carl Döbel und Ernst Röttger, die sich aber aufgrund von Unstimmigkeiten 1948 endgültig auflöste.

## Ausstellungen
- 1927: 1. Sezessionsausstellung, Kunstverein Kassel
- 1928: 2. und 3. Sezessionsausstellung, Kunstverein Kassel